# Hieroteusz (Kosakow)
Hieroteusz, imię świeckie Iwajłow Stanisławow Kosakow (ur. 1 lutego 1977 w Wielkim Tyrnowie) – bułgarski biskup prawosławny.

## Życiorys
Życie monastyczne rozpoczął w monasterze św. Jerzego w Pomoriu pod kierunkiem starca Teodozjusza. W tymże klasztorze 22 grudnia 2003 złożył wieczyste śluby mnisze przed metropolitą sliweńskim Joannicjuszem. 11 maja 2004 w cerkwi Świętych Cyryla i Metodego w Burgasie został wyświęcony na hierodiakona, zaś pięć dni później przyjął święcenia kapłańskie w cerkwi Matki Bożej w Nesebyrze. Zarówno na diakona, jak i na kapłana wyświęcał go metropolita Joannicjusz. Od 2005 był przełożonym monasteru w Pomoriu z godnością igumena, zaś w 2008 został archimandrytą. Dwa lata później ukończył studia teologiczne na Uniwersytecie św. Konstantyna Presławskiego w Szumenie.
Nominację na biskupa agatopolskiego, wikariusza metropolii sliweńskiej, otrzymał na posiedzeniu Świętego Synodu Bułgarskiego Kościoła Prawosławnego 18 września 2014, natomiast jego chirotonia odbyła się 1 października 2014.